# سید صادق عابدی
سید صادق عابدی چمازكتی (زاده ۱۳ مرداد ۱۳۶۴ در قائم شهر) عضو تیم ملی سابق ایران در رشته شمشیربازی، اسلحه اپه است.